# Projeto arquitetônico

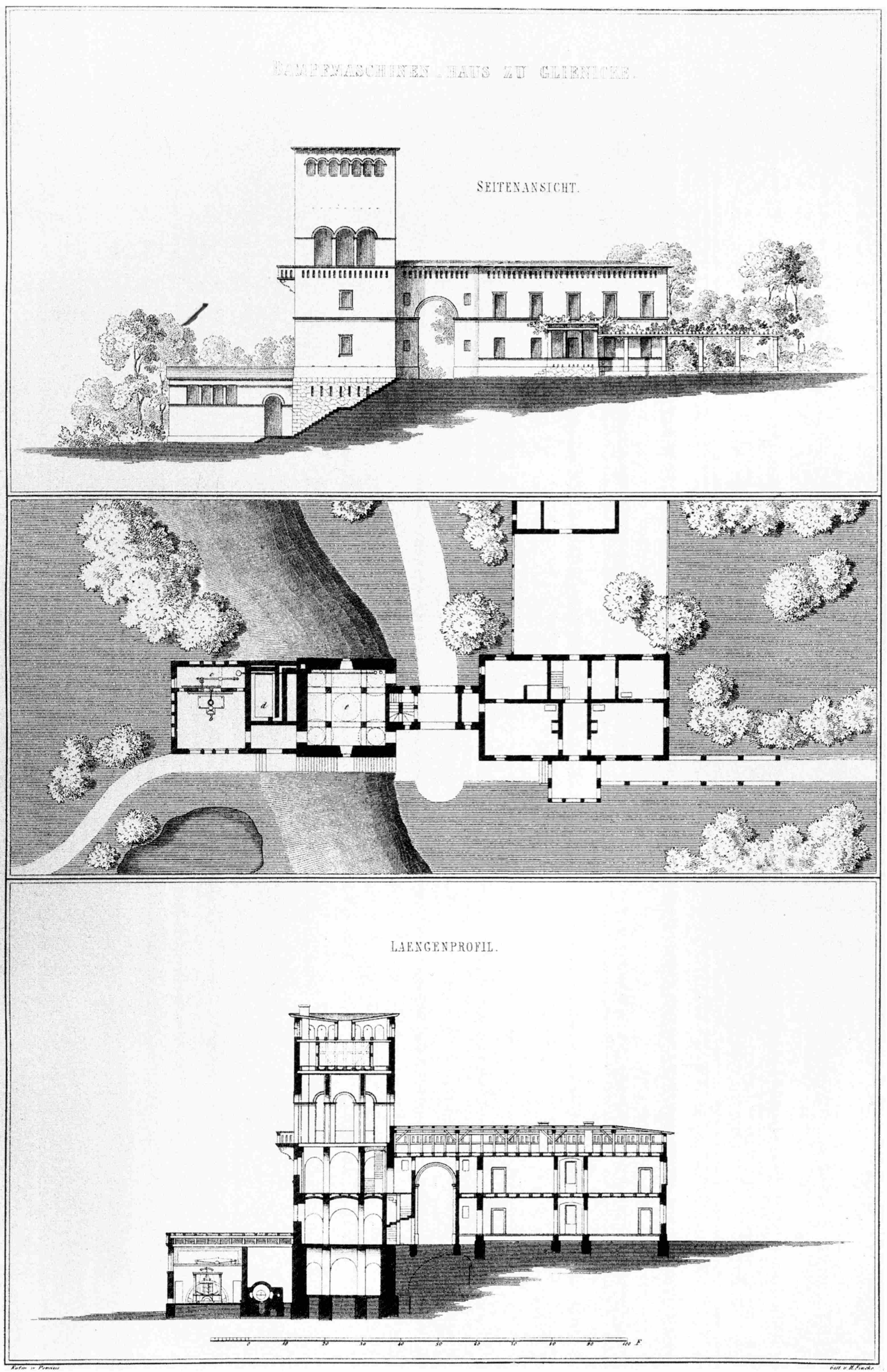
Exemplo de plantas para um Projecto Arquitetónico. De cima para baixo: representação em alçado ou elevação, planta do edifício e corte ou secção longitudinal

O projeto arquitetônico ou projeto de arquitetura é uma atividade técnica de criação, pela qual é concebida uma obra de arquitetura. Ou pode ser uma representação gráfica ou escrita, com características autorais e autonomia disciplinar, ou seja, necessariamente precede toda a construção.
O projeto é o principal elemento da ação arquitetônica, focando em melhoria na qualidade de vida e funcionalidade do ambiente. Podendo ainda ser aplicado a diferentes tipos de ambientes e necessidades, como residenciais, comerciais e corporativos.

## Etapas de um projeto arquitetônico
Um projeto arquitetônico é indissolúvel, a divisão do projeto em etapas deverá ser utilizada tão somente para facilitar o planejamento. Dessa forma, temos 5 etapas de projeto:
- Pré-projeto - Visa levantar as condições e necessidades preexistentes.[4]
- Estudos Preliminares e de situação - Primeira etapa da elaboração técnica projetual.[4]
- Anteprojeto - Concepção e representação das informações técnicas provisórias, bem como projeto legal junto as autoridades competentes.[4]
- Projeto executivo - Concepção e representação final das informações técnicas à execução dos serviços de obra.[4]
- Compatibilização - Compatibilizar o projeto arquitetônico com os demais complementares.[4]

### Em Portugal
Em Portugal os arquitetos são a classe profissional autorizada a desenvolver projetos de arquitetura. Os projetos de arquitetura dividem-se em seis etapas:
- Programa Preliminar - Esta fase é um resumo dos principais objetivos propostos pelo cliente pois discrimina as características gerais pretendidas para a obra, cada um dos espaços a projetar, as suas interrelações e o seu modo de funcionamento. É também nesta fase que se discute os prazos de elaboração do projeto, a constituição da equipa de projeto e os condicionalismos do mesmo.[6]
- Estudo Prévio - O Estudo Prévio compreende a segunda fase do processo, a qual tem como objetivo chegar a soluções formais que se enquadrem nos objetivos propostos. O projeto apresenta nesta fase um esboço da solução final sem o grau de detalhe necessário para as fases seguintes.[7]
- Projeto de Licenciamento ou Projeto Base - Por vezes há necessidade de que outras entidades se pronunciem dependendo do uso do projeto e da sua localização. A proximidade a infraestruturas públicas estratégicas como autoestradas ou caminhos de ferro pode implicar parecer dessas entidades. Do mesmo modo, a existência de linhas de água, parques naturais ou até elementos arqueológicos obrigam a pareceres de entidades tutelares. Este projeto terá de ser cumprido em obra. Caso este projeto seja alterado durante a construção, poderão ser necessárias telas finais ou novo licenciamento dependendo do tipo de alterações realizadas.[7]
- Projeto de Execução - O projeto de execução é um conjunto coordenado de todos os elementos necessários para construção e inclui as informações escritas e desenhadas de fácil e inequívoca interpretação por parte das entidades intervenientes na execução da obra. Os elementos do projeto de execução devem obedecer ao disposto no artigo 51.º do Decreto-Lei n.º 48 871, de 19 de Fevereiro de 1969.[7]
- Seleção do empreiteiro da obra - É nesta fase que o cliente seleciona o empreiteiro da obra. O arquiteto pode colaborar com o cliente nesta fase ajudando-o a analisar a capacidade técnica dos candidatos bem como o preço e prazo para a concretização da obra. Nem sempre o preço é um fator determinante na adjudicação mas sim a conjugação de um vasto conjunto de fatores.  É também nesta fase que se escolhe de acordo com as regras legais aplicáveis o diretor de obra pessoa que dirige a execução da obra garantindo a sua qualidade e conformidade com o projeto aprovado.[5]
- Assistência Técnica em Obra - este passo assegura que o arquiteto autor de projeto de arquitetura, muitas vezes, também o coordenador de projetos, faz um acompanhamento assíduo durante a execução de obra, assim garante a correta interpretação dos projetos, a compatibilização das especialidades e ainda possa lidar com condicionantes de preexistências cujo conhecimento se tem em obra.[8]

### Brasil
O primeiro marco regulatório das profissões tecnológicas foi representado pelo Decreto Federal nº 23.569 de 11 de dezembro de 1933.
Essa regulamentação definia atividades, atribuições e campo de atuação de arquitetos, engenheiros e agrimensores, fiscalizados pelo Sistema Confea/Crea.
A publicação da Lei nº 5.194, de 24 de dezembro de 1966, incluiu a Agronomia no marco regulatório, mas ainda manteve características genéricas sobre o exercício das referidas profissões.
A criação do Conselho de Arquitetura e Urbanismo (CAU) através da Lei nº12.378, de 31 de dezembro de 2010 prevê a responsabilidade de especificar as atividades, atribuições e campos de atuação privativos dos arquitetos e urbanistas.
Foi somente com o advento da Lei nº 12.378, de 2010, que se apresentaram em plenitude as condições para a efetiva individualização da Arquitetura e Urbanismo e para sua diferenciação em relação às demais profissões regulamentadas. Esta lei estabelece quais as atividades e atribuições dos arquitetos e urbanistas, especificando áreas de atuação privativas a esses profissionais, dentre as quais se enquadra o projeto arquitetônico.